# Lovro
Lovro je osobno ime, često i Lovre ((lat.) Laurentius: Onaj koji je ovjenčan lovorovim vjencem). U Hrvatskoj ime Lovro je među 200 najčešćih imena.

## Poznate osobe
- Sveti Lovro (San Lorenco, St. Lawrence) (225. – 258.), katolički svetac
- Lovre, hrvatski graditelj i arhitekt (XII. st.)
- Lovro Bračuljević, hrvatski franjevac i književnik
- Lovro Cekinić, hrvatski pisac i leksikograf
- Lovro Grisogono, mariolog
- Lovro Karaula, hrvatski franjevac
- Lovro von Matačić, hrvatski dirigent
- Lovro Matić, hrvatski publicist, zastupnik u Dalmatinskom saboru (XIX.-XX. st.)
- Lovro Michaeli, hvarski biskup (XV. st.)
- Lovro Mihačević, hrvatski pisac, franjevački provincijal Albanske provincije
- Lovro Monti, hrvatski političar i publicist
- Lovro Perković, hrvatski arhitekt i urbanist
- Lovro Rebac, hrvatski pisac
- Lovro Skaramuca, hrvatski nogometni vratar
- Lovro Šitović, hrvatski jezikoslovac, pisac (XVII.-XVIII. st.)
- Lovro Županović, hrvatski skladatelj

### Hrvatska mjesta
- Sveti Lovreč, općina u Istarskoj županiji
- Lovrečan, gradsko naselje Ivanca
- Lovrečan, naselje u Krapinsko-zagorskoj županiji
- Lovrečica, naselje u Istarskoj županiji
- Lovrečina Grad, dvorac kod Vrbovca
- Lovrečka Varoš, naselje u Zagrebačkoj županiji
- Lovrečka Velika, naselje u Zagrebačkoj županiji
- Lovreć, općina u Splitsko-dalmatinskoj županiji
- Lovreća Selo, naselje u Krapinsko-zagorskoj županiji

### Astronomija
U Hrvatskoj su poznate Suze sv. Lovre, meteorski roj koji se pojavljuje svake godine u kolovozu, pravim imenom Perzeidi.

### Na svjetskim jezicima
Varijante imena Lovro na svjetskim jezicima:
- češki: Vavřinec, Laurenc
- danski: Lars
- engleski: Lawrence, Laurence, Larry
- estonski: Lauri
- finski: Lauri
- francuski: Laurent
- grčki: Λαυρέντιος (Laurentios)
- irski: Labhrás
- islandski: Lórens, Lars, Lárús
- katalonski: Llorenç
- mađarski: Lőrinc
- nizozemski: Laurentius
- norveški: Lars, Laurits
- njemački: Lorenz
- poljski: Wawrzyniec, Laurencjusz
- portugalski: Lourenço
- rumunjski: Laurenţiu
- ruski: Лоренц (Lorenc), Лаврентий (Lavrentij)
- slovački: Vavrinec
- slovenski: Lovrenc
- španjolski: Lorenzo
- švedski: Lorens, Lars
- talijanski: Lorenzo
- ukrajinski: Лаврентій (Lavrentij)